# Nina Gagen-Torn
Nina Gagen-Torn (en russe: Нина Ивановна Гаген-Торн) (2 (15) décembre 1900, Saint-Pétersbourg - 4 juin 1986, Pouchkine) est une ethnographe russe, historienne, poétesse, écrivaine, essayiste, candidate en sciences historique (1946). Elle fut condamnée à plusieurs années de réclusion dans les camps du Goulag.

## Biographie

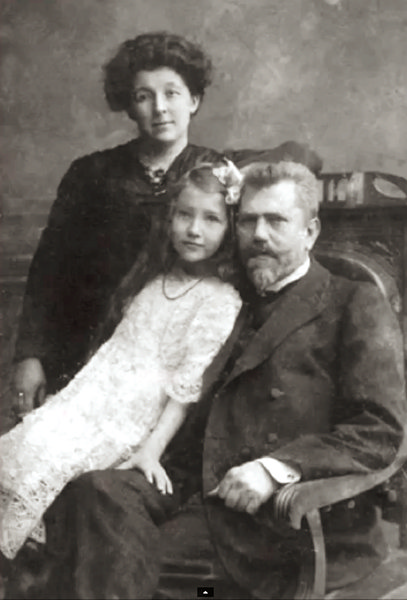
Nina Gagen-Torn avec ses parents

Nina Gagen-Torn nait dans une famille de Suédois russifiés, celle du baron et chirurgien Ivan Edouardovitch Gagen-Torn. Chaque année, la famille passait l'été dans le village de Lébiajé, à vingt verstes de Lomonossov (Oranienbaum), une année, en 1906, à Repino, et à partir de 1910 près de Bolchaïa Ijora.
Après ses études au lycée, elle s'inscrit en 1918 à l'Université d'État de Saint-Pétersbourg, en faculté de sciences sociales.
À l'université elle devient l'élève de l'écrivain Andreï Bély. Ses rapports avec lui se transforment en amitié et se prolongeront jusqu'à la mort de Bély. Durant ses études, elle se passionne pour l'ethnographie après avoir écouté des conférences du professeur Lev Sternberg.
En 1924, elle présente les examens à titre d'élève indépendante (ce système d'étude fonctionnait à cette époque) à la section sciences sociales de la faculté d'économie et elle obtient le diplôme terminal de cette faculté. De 1927 à 1930, elle étudie à l'Institut d'histoire et de littérature occidentale et orientale suivant notamment les cours de Dmitri Zelenine.
En 1930-1931, elle vit à Irkoutsk, où son mari a été envoyé comme géologue. Nina Gagen-Torn travaille à la Société d'étude des forces productives de Sibérie Orientale et au secrétariat du Congrès de la recherche scientifique de cette région. Son père, chirurgien et médecin-chef, meurt alors des suites d'une pneumonie contractée des suites d'un incendie à l'hôpital. Elle retourne à Leningrad puis y fait revenir ses enfants.
En 1931-1932, elle enseigne la géographie, la langue russe et la langue kete (une langue sibérienne anciennement appelée ostyak), à l'Institut des peuples nordiques.
À partir de 1932, Nina Gagen-Torn travaille comme collaboratrice scientifique à l'Institut pour l'étude des peuples d'URSS, puis à la section d'ethnographie d'URSS où elle devient secrétaire de rédaction de l'ouvrage « Peuples d'URSS ». En novembre 1933, elle est transférée à la section chargée de l'étude de la Sibérie et de l'Europe du nord. En 1936, elle est chargée d'étude dans la région de la Volga sur les origines du peuple des Bessermians et de leur culture.

## Arrestations et déportations
Elle est arrêtée une première fois en octobre 1936. Selon le scénario de l'enquête elle est condamnée, comme « personnalité contre-révolutionnaire », complice de Nikolaï Matorine le directeur du Musée d'ethnographie et d'anthropologie de l'Académie des sciences de Russie (fusillé, quant à lui, le 11 octobre 1936), et ayant pris une part active dans la lutte contre le Parti communiste de l'Union soviétique, répandant des propos séditieux et plaidant pour la nécessité impérieuse de commettre des actes terroristes contre les dirigeants du parti et en premier lieu contre Joseph Staline. 
Le 27 mai 1937, elle est jugée par délibération spéciale du NKVD en application de l'article 58 du code pénal de la RSFSR (paragraphe 10/2) à 5 années de camp. Elle est enfermée à la Kolyma (Sevvostlag, Baie de Nagaïev, Oblast de Magadan). Après sa libération en 1942, elle est déportée au village de Tchachinskoe, dans l'Oblast de Kourgan, où sa mère avait été exilée. Elle y travaille à la bibliothèque du village, enseigne l'histoire, la littérature et la géographie à la fabrique de Tchachinskoe de produits laitiers.
Le 3 janvier 1946, elle soutient sa thèse à l'Institut d'ethnographie d'URSS sur le sujet : « Les éléments des vêtements des peuples originaires de la Volga comme matériel d'étude de l'ethnogenèse », en retravaillant les recherches préparatoires qui avaient été conservées par son amie pendant dix ans, depuis 1936.
Le 30 décembre 1947, elle est à nouveau arrêtée et condamnée à 5 années de camp. Elle est enfermée au Temlag de Mordovie. Après son enfermement elle est exilée dans le Kraï de Krasnoïarsk.

## Après sa libération
Au printemps 1954, un an après la mort de Staline, l'amnistie est accordée à tous ceux qui avaient encouru des peines de moins de 5 ans de bagne. Elle profite de cette amnistie et revient d'exil pour s'installer d'abord à Moscou chez sa mère. Elle travaille un temps au Musée des beaux-arts Pouchkine. Le 23 janvier 1956, elle obtient son diplôme de candidate en science sociale pour laquelle elle avait présenté sa thèse en 1946. Le présidium du tribunal de la ville de Leningrad lui accorde une pleine et entière réhabilitation relativement à sa condamnation antérieure en vertu de l'article 58 du code pénal de la RSFSR, considérant l'absence de preuve de culpabilité.
À partir de 1955, elle travaille à Leningrad pour l'Institut d'ethnologie et d'anthropologie Mikloukho-Maklaia. En 1958, elle participe à une expédition ethnographique à Angarsk. Après son départ à la retraite en 1960, elle publie encore des articles sur le linge rituel, sur les ustensiles en bois, mais aussi des critiques et des essais sur les œuvres de Vladimir Arseniev et de Lev Berg, sur les souvenirs d'Alexandre Blok, sur les œuvres d'Olga Forche, de Vitali Bianchi.
Outre ses recherches ethnographiques, elle se consacre à l'interprétation de quelques thèmes restés obscurs et développés dans Le Dit de la campagne d'Igor. Elle présente des hypothèses intéressantes à ce sujet mais qui sont contestées.
Nina Gagen-Torn a écrit en prose les souvenirs de ses années d'enfance, de sa jeunesse et de ses années d'emprisonnement. Elle écrit aussi beaucoup de poèmes en vers qui reflètent son expérience de la vie dans les camps. Le camp est un poème que l'on peut comparer à ceux d'Anna Barkova, de Varlam Chalamov, ou de Iouri Dombrovski.
Elle est inhumée à Bolchaïa Ijora (Oblast de Léningrad), près de la tombe de sa mère.

## Famille
- Père — le baron Ivan Edouardovitch Gagen-Torn, médecin, suédois russifié.
- Mère — Vera Aleksandrovna.
- Mari — (de 1923 à 1931) Iouri Cheinmann, devenu plus tard docteur en géologie.
- Deux filles nées en 1925 et 1928.